# Chalancey
Chalancey ist eine französische Gemeinde mit 116 Einwohnern (Stand: 1. Januar 2022) im Département Haute-Marne in der Region Grand Est. Sie gehört zum Arrondissement Langres und zum Kanton Villegusien-le-Lac.

## Geografie
Die Gemeinde Chalancey liegt an der Venelle, 28 Kilometer südwestlich von Langres an der Grenze zum Département Côte-d’Or. Sie ist umgeben von folgenden Nachbargemeinden:
| Mouilleron        | Vaillant                                    | Vesvres-sous-Chalancey |
| Vals-des-Tilles   | Kompassrose, die auf Nachbargemeinden zeigt | Vernois-lès-Vesvres    |
| Cussey-les-Forges | Vernois-lès-Vesvres                         |                        |

## Bevölkerungsentwicklung
| Jahr                       | 1962 | 1968 | 1975 | 1982 | 1990 | 1999 | 2008 | 2018 |
| -------------------------- | ---- | ---- | ---- | ---- | ---- | ---- | ---- | ---- |
| Einwohner                  | 185  | 172  | 159  | 133  | 124  | 132  | 129  | 106  |
| Quellen: Cassini und INSEE |      |      |      |      |      |      |      |      |

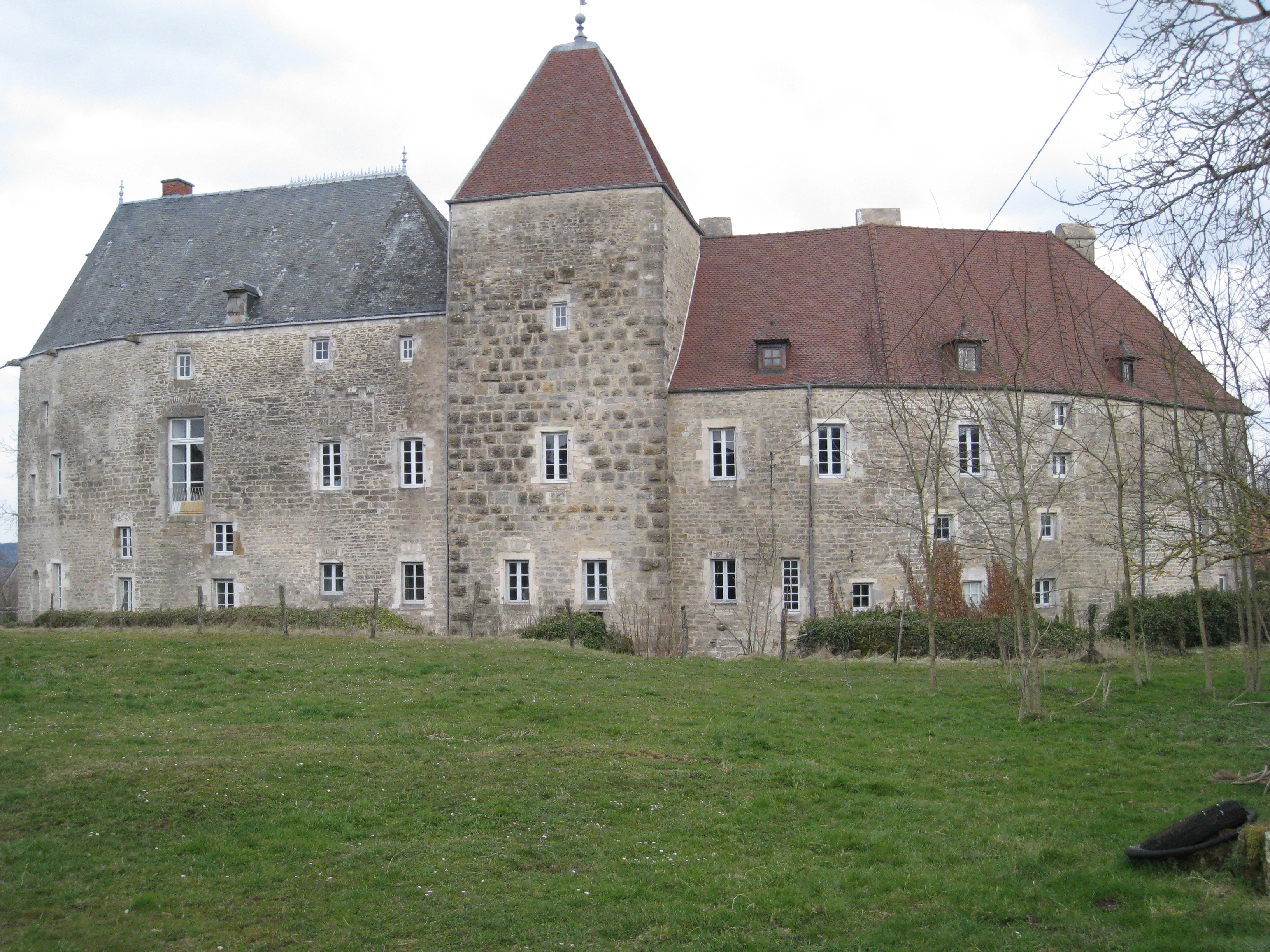
Schloss von Chalancey, Monument historique
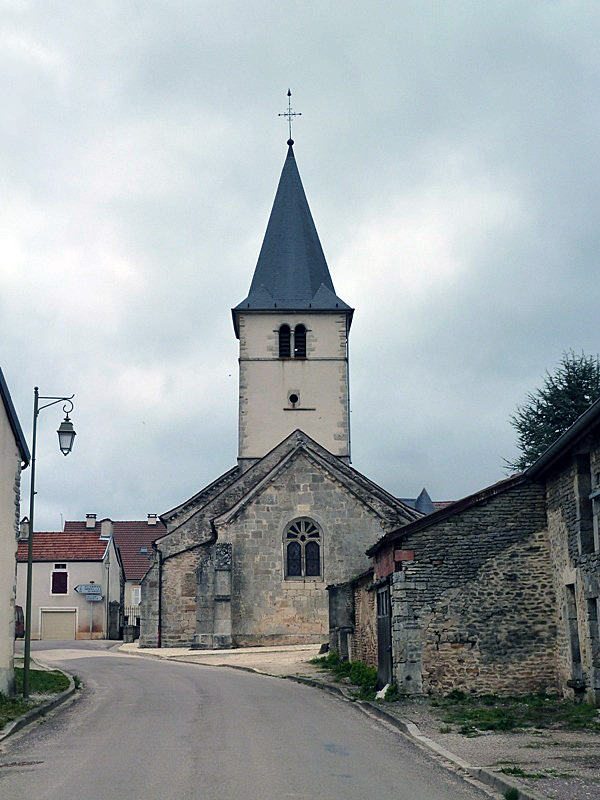
Kirche Sainte-Madeleine, Monument historique